# Estrella binaria

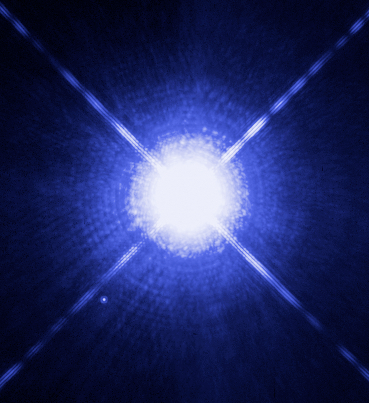
Imagen de la estrella binaria Sirio tomada por el Hubble. Debajo y a la izquierda de la gigantesca Sirio A, se distingue su pequeña compañera Sirio B.

Una estrella binaria es un sistema estelar compuesto de dos estrellas que orbitan mutuamente alrededor de un centro de masas común. Estudios recientes sugieren que un elevado porcentaje de las estrellas son parte de sistemas de al menos dos astros. Los sistemas múltiples, que pueden ser ternarios, cuaternarios, o inclusive de cinco o más estrellas interactuando entre sí, suelen recibir también el nombre de estrellas binarias, como es el caso de Alfa Centauri A y B y Próxima Centauri.
Debido a la gran cantidad de estrellas aparentemente binarias existentes en el universo, los astrónomos han necesitado desarrollar formas para distinguir las que son verdaderamente binarias de las que parecen serlo, pero que es solo una cuestión óptica. Esa situación surge cuando dos astros separados por grandes distancias y sin relación gravitatoria mutua, se ven muy cercanos desde nuestra perspectiva. También han existido ocasiones en las que estrellas de luminosidad cambiante parecieron ser binarias eclipsantes cuando en realidad no lo eran.
Si bien existen pares de estrellas orbitando tan alejadamente una de otra como para evolucionar de forma independiente, en muchas ocasiones las binarias se encuentran a distancias tan cortas que su progreso individual se ve alterado por los cambios que sufre su compañera. Esos sistemas evolucionan entonces como un todo, creando objetos que de otra forma serían imposibles.

## Terminología

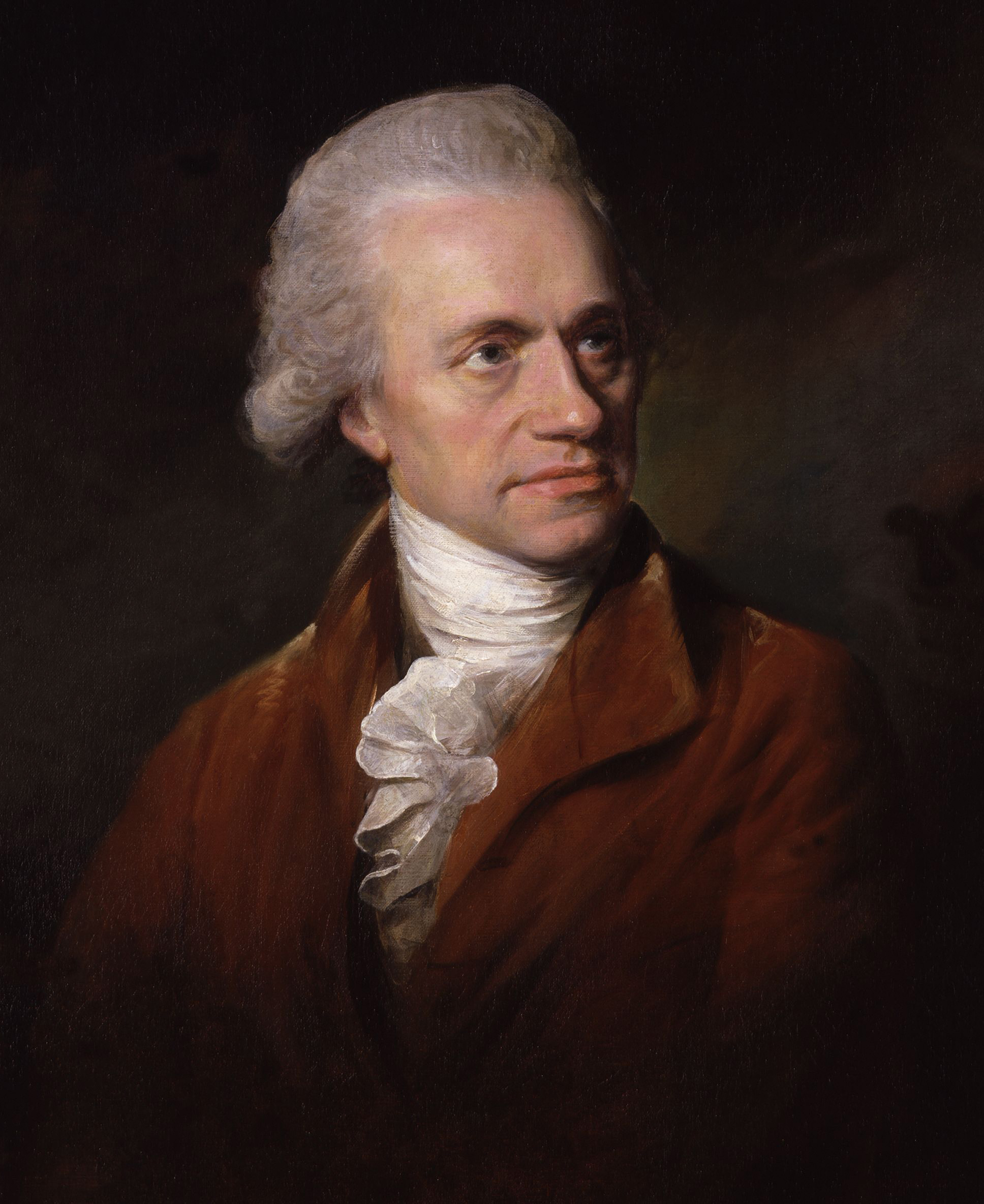
William Herschel, astrónomo alemán.

El término de estrella binaria (hipótesis realizada en 1783 por el astrónomo aficionado sordo John Goodricke) fue desarrollado por William Herschel en 1802, en su definición «Una estrella doble real- La unión de dos estrellas que son formadas juntas en un sistema gracias a las leyes de atracción». Dos estrellas juntas pueden parecer dobles estrellas. Es muy posible que las dobles estrellas se vean como sistemas binarios: las dos estrellas en realidad pueden estar separadas por grandes distancias en el espacio, pero solamente se ven en la misma dirección desde la tierra. Este tipo de falsas estrellas binarias son llamadas binarias ópticas o pares ópticos. Con la invención del telescopio, muchos de estos tipos de pares fueron encontrados. Herschel, en 1780 midió la separación y orientación de más de 700 pares de estrellas que parecían ser estrellas binarias y encontró que alrededor de 50 pares cambiaron de orientación luego de dos décadas de observación.
Una verdadera estrella binaria es aquella que gira con una órbita junto a otra estrella. Cuando se puede distinguir por medio de telescopios que las dos estrellas son binarias, este tipo de sistemas es llamado binaria visual. En otros casos el método que es usado para determinar una estrella binaria es mediante el efecto Doppler de la luz emitida y se determina que la estrella es binaria gracias a un análisis de la espectroscopia de la estrella, este tipo de estrellas son llamadas binarias espectroscópicas.
Las estrellas que son tanto binarias espectroscópicas como visuales son realmente raras, y son consideradas como una fuente esencial de información cuando son encontradas. Aquellas estrellas que son tanto binarias como visuales, usualmente se encuentran cerca de la Tierra [cita requerida]. La dificultad de encontrar estrellas que sean binarias tanto visuales como espectroscópicas radica en que las que son visuales usualmente se encuentran en órbitas muy separadas entre sí, a diferencia de las espectroscópicas, que se encuentran realmente cerca.
Los astrónomos han descubierto algunas estrellas que parecen orbitar alrededor de un espacio vacío. Binarias astrométricas, son estrellas que giran alrededor de un punto medio, pero no se puede distinguir a la compañera de la estrella principal. Este tipo de binarias se pueden distinguir mediante el cambio de órbita que sufre la estrella principal. Por lo tanto las mismas matemáticas que son usadas para saber la masa de las estrellas binarias ordinarias, pueden ser usadas para determinar la masa de la estrella faltante. La estrella compañera que no se puede ver, a veces produce muy poca luz, o puede ser un objeto que produce muy poca radiación electromagnética, como por ejemplo una estrella de neutrones. En algunas instancias se ha demostrado que la estrella faltante es en realidad un agujero negro: un objeto con una gravedad tan poderosa que la luz se ve imposibilitada de escapar.

## Clasificación de las estrellas binarias

### Según su modo de detección

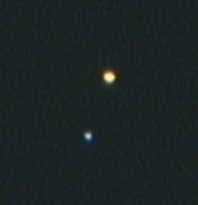
Albireo, considerada inicialmente como una binaria óptica (aparente) se ha demostrado finalmente que sí son una binaria verdadera a pesar de la gran distancia que hay entre ellas.

Las binarias pueden estar muy separadas entre sí o muy cerca. A veces tanto, que llegan a intercambiar material. Por otra parte, su posición con respecto a nosotros, distancia y orientación relativa de sus órbitas con la nuestra producen un amplio abanico de tipos de binarias, algunas de las cuales pueden pertenecer a dos o más de esas clases. Las binarias, además, son una estupenda oportunidad para obtener mediciones directas de masas y radios estelares. Ello las convierte en excelentes patrones de calibración para los modelos de clasificación estelar que se sirven de las luminosidades aparentes y espectros de emisión para deducir masas, radios y temperaturas.

#### Binarias visuales
Son aquellas que se pueden encontrar con los telescopios ordinarios. En este tipo de binarias ambos componentes son visibles en la imagen. Este tipo de binarias suelen estar no muy lejos de nosotros y bastante alejadas entre sí. Estas binarias, a pesar de su fácil observación, no suelen ser tan fáciles de detectar ya que sus períodos orbitales suelen ser del orden de cientos de años. Ni siquiera dos estrellas cercanas tendrían por qué ser binarias. Podrían ser dos estrellas que cruzaran sus trayectorias para no volverse a encontrar jamás. La prueba clave la dan siempre sus trayectorias respectivas. Para poder apreciar el movimiento mutuo de las binarias visuales hay que comparar las imágenes del cielo en años distintos. A veces su movimiento es tan imperceptible que se requieren placas fotográficas de décadas de diferencia. Este elevado tiempo de análisis hace, aun hoy, que este tipo de binarias sea el más complicado de detectar.
Datos deducibles: sabiendo su trayectoria y su distancia mutua se puede deducir la masa de ambos cuerpos así como sus períodos orbitales. Además, al obtener la información de ambas estrellas individualmente, se puede obtener sus espectros separados deduciendo sus características como si se tratara de astros individuales. Tipo espectral, clase de luminosidad, radio, temperatura, etc. Combinando los datos espectrales con los orbitales este tipo de estrellas dobles pueden ser útiles para calibrar mejor los sistemas de clasificación estelar.

#### Binarias eclipsantes

Esquema de estrellas binarias eclipsantes mostrando la curva de luz observada.

Solo se observan cuando sus órbitas están alineadas con la nuestra de tal manera que, periódicamente, una estrella pasa por delante de la otra. Ello hace que se observen disminuciones regulares en la luminosidad, la llamada por los astrónomos curva de luz. Dado que su luminosidad va cambiando en el tiempo a veces pasan desapercibidas como estrellas variables. Usualmente estas estrellas tienen un período corto ya que la única manera de detectarlas es observar la regularidad en sus variaciones de luminosidad. La órbita de la estrella binaria eclipsante puede ser determinada gracias al estudio de la curva de luz. A su vez, el tamaño relativo de las estrellas individuales puede ser determinado en términos del radio de la órbita al observar qué tan rápido varía el brillo de las estrellas en el tiempo. En las últimas décadas se ha logrado la recolección de varios cálculos acerca de estas estrellas gracias a los avances en los telescopios. Datos deducibles: se puede encontrar el período de su órbita y, por tanto, deducir su masa. Se pueden distinguir sus espectros en el momento del tránsito de una sobre otra, aunque no siempre es así ya que muchas veces el tránsito de uno de los astros no oculta completamente al otro. En cualquier caso se puede llegar a medir con bastante fiabilidad el espectro de cada estrella teniendo en cuenta qué líneas espectrales disminuyen en cada paso.

#### Binarias astrométricas
En este tipo de sistemas dobles sólo es visible un componente de la estrella. Se detectan que son binarias gracias al «tirón» gravitatorio ejercido por su compañera invisible. Esto produce un movimiento oscilatorio respecto al fondo de estrellas fijas que puede ser medido por técnicas de paralaje si está lo suficientemente cerca, ya que este tipo de cálculos se realiza en estrellas aproximadamente entre los 10 pársecs, a distancias mayores el ángulo de paralaje no existe o es tan pequeño, que los cálculos no se pueden realizar. Como las binarias visuales, las astrométricas requieren prolongados períodos de observación. El objeto invisible suele ser un cuerpo de muy baja o nula luminosidad como un remanente estelar, una enana roja o una enana marrón.
Si la compañera es lo suficientemente masiva como para causar un cambio de la posición de la estrella, entonces su presencia se puede deducir.  Aunque el compañero no es visible se pueden determinar las características del sistema usando las leyes de Kepler.
El método para detectar estrellas binarias de este tipo, es también usado para localizar planetas extrasolares que orbitan una estrella. Aunque para que los cálculos den un resultado confiable es necesario que las medidas tomadas sean muy exactas gracias a la gran diferencia entre las masas y la gran diferencia entre las órbitas de los planetas.
Datos deducibles: resulta imposible adivinar el espectro del objeto invisible, pero sí se puede deducir su masa.
Ejemplos: Sirio A y B. Sirio A es una estrella blanca de la secuencia principal acompañada por Sirio B, una enana blanca invisible. Dada su proximidad a la Tierra, 8.6 años luz, la oscilación en la trayectoria de Sirio pudo ser detectada con los medios del siglo XIX. Durante bastante tiempo resultó un misterio por qué una estrella de 1.4 masas solares no lucía nada. Hubo que esperar a la llegada de los modelos de evolución estelar para que su existencia pudiese ser explicada.

#### Binarias espectroscópicas
Al igual que las astrométricas, las espectroscópicas también poseen una estrella invisible. La diferencia radica en el modo en que este tipo se logra detectar mediante el desplazamiento Doppler en el espectro del astro visible. Después de observar la estrella durante el tiempo se nota un cambio periódico en las longitudes de ondas. La explicación de este cambio de frecuencia es resultado de la órbita, las estrellas algunas veces se mueven hacia la Tierra y luego se alejan de ella. Cuando la estrella se mueve hacia la Tierra se genera un movimiento azul en el espectro. Y cuando se aleja de nosotros el espectro cambia hacia el rojo. Esta técnica de mayor precisión que la del paralaje permite la detección de las estrellas binarias de forma más rápida. A pesar de todo algunas binarias no presentan casi ningún desplazamiento radial debido a la orientación de su órbita por lo que este método resulta inútil para estas.
La órbita de la binaria espectroscópica se determina haciendo una larga serie de observaciones, de la velocidad radial de uno o los dos componentes del sistema. Las observaciones se grafican en relación con el tiempo y de la curva resultante se determina el periodo del sistema. Si la órbita es circular entonces el resultado será una curva de seno. Si la órbita es elíptica, la forma de la curva dependerá de la excentricidad del elipse y de la orientación de los ejes con referencia a la línea visual.

#### Binarias ópticas (falsas binarias)
Gracias a que las dos estrellas aparecen en el cielo muy cerca una de otra porque se encuentran en la misma visual. Sucede que en realidad están a distancias muy diferentes de nosotros.
Se puede distinguir una binaria óptica de una verdadera luego de observarlas por largos períodos, usualmente años. Si el movimiento de la estrella es lineal se puede asumir que las estrellas no son binarias, sino falsas binarias.
Aunque parezca mentira, ha habido errores astronómicos bastante graves por esta simple confusión.

### Según la configuración del sistema

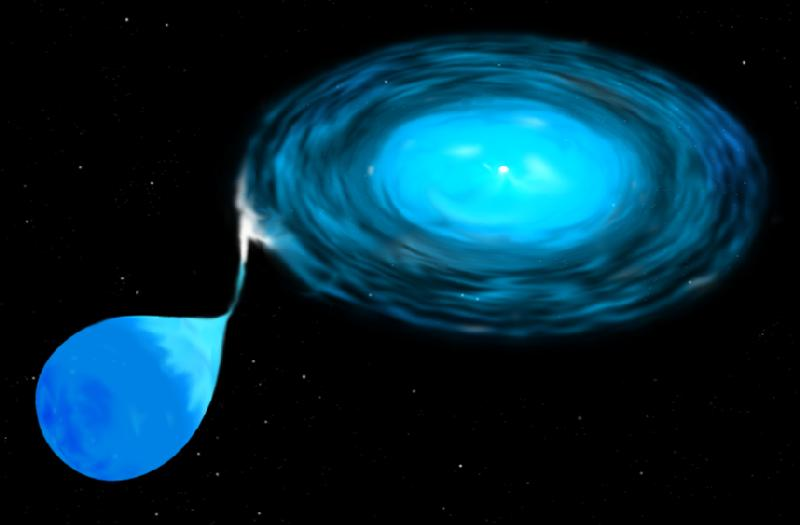
Ilustración artística de una estrella variable cataclísmica.

Otra forma de clasificar las estrellas binarias es mediante las distancias entre las estrellas en comparación al tamaño de cada una de estas.
- Binarias separadas son un tipo de estrellas binarias donde sus componentes se encuentran en el lóbulo de Roche, el área donde la fuerza gravitacional de la estrella es mayor que la del otro componente. Las estrellas no tienen efecto entre ellas, lo que hace que estas evolucionen separadamente. La mayor parte de las binarias pertenece a esta clase.

- Binarias semiseparadas son estrellas donde uno de los componentes está en el lóbulo de Roche mientras que la otra no. El gas de la superficie del componente que llena el lóbulo de Roche (donador) es transferido a la otra estrella creciente. La transferencia de masa domina la evolución del sistema. En ambos casos se forma un disco de acrecimiento que envuelve a la estrella receptora. Ejemplos de este tipo son las binaria de Rayos X y la estrella binaria cataclísmica.

- Binarias en contacto son una estrella binaria donde los dos componentes llenan su lóbulo de Roche. La parte más alta de la atmósfera estelar forma una cobertura común que rodea a las dos estrellas. Mientras la fricción de la cobertura rompe el movimiento orbital, las estrellas pueden llegar a fusionarse.

## Evolución

### Formación
Mientras que no es posible que las estrellas binarias se formen a través de captura por medio de la gravedad entre dos estrellas solitarias, por ser estos tipos de eventos algo muy poco frecuente y no son considerados como el proceso de formación fundamental, algunas hipótesis sostienen que estos tipos de sistemas son creados durante la formación de la estrella. La fragmentación de la nube molecular durante la formación de la protoestrella es una explicación aceptable.

### Transferencia de masa y acumulación de masa

Una animación que muestra un sistema binario eclipsante intercambiando masa.

Al aumentar las estrellas de tamaño durante su evolución, en algún punto pueden exceder el lóbulo de Roche, lo que significa que algo de la materia de la estrella se aventura en la región donde la gravedad de la estrella compañera es mayor que la propia. El resultado es que la materia se va a transferir de una estrella a la otra mediante un proceso conocido como desborde del lóbulo de Roche, siendo absorbida mediante un impacto directo, o mediante un disco de acrecimiento.
Estas estrellas dobles en interacción causan procesos que de otra manera serían impensables en la evolución natural de una estrella solitaria. Los modelos dinámicos parecen indicar que en sistemas dobles próximos las masas de ambas estrellas serían parecidas ya que éstas se formarían al unísono en una sola región de colapso con un núcleo doble. Este es el caso del sistema triple de Alfa Centauro pues en él se encuentran Alfa A y B que están bastante juntas y tienen masas similares mientras que Próxima, mucho menos masiva que las otras dos, se halla a gran distancia de estas ligada a su centro de masas pero sin capacidad de interacción con las dos primeras.

### Separación de las estrellas
Es también posible, en las estrellas binarias que están separadas por grandes distancias, llegar a perder contacto entre sus gravedades, en algún punto de su ciclo de vida, debido a perturbaciones externas del sistema. Los componentes luego se van a mover a formar estrellas solitarias. Un encuentro cercano entre dos estrellas también puede dar como resultado la separación de ambas debido a la disputa gravitacional entre los dos objetos, siendo una de las estrellas repulsada a grandes velocidades, dando como resultado una estrella fugitiva.

### Contaminación superficial con metales pesados
Las estrellas habitualmente sólo tienen en la superficie y en abundancia hidrógeno y helio ya que los elementos pesados bajan hasta el fondo dada su mayor densidad y los que se puedan fabricar en el núcleo nunca llegan a la superficie. Sin embargo, existen algunas estrellas cuyos espectros presentan líneas de absorción abundantes en metales pesados, incluso algunos materiales más pesados que el hierro. Semejante contaminación sólo puede ser una pista inequívoca de que ha sido enriquecida por el frente de onda de una supernova cercana. Muy posiblemente, esa estrella esté ligada a una estrella de neutrones o a un agujero negro remanentes de la explosión que contaminó la atmósfera de la estrella en cuestión. Gracias a eso se sabe que estrellas que tienen como compañero a un agujero negro, padecieron en su momento, los cambios de una supernova vecina.

### Enanas blancas de helio
Las enanas blancas de helio, según los modelos de evolución estelar, son objetos posibles dentro del marco teórico pero se creía imposible que existieran en la actualidad (incluso hasta dentro de unos 70 000 millones de años), si tenemos en cuenta la edad del universo. El motivo es que solo las estrellas de menos de media masa solar dan esos objetos al término de sus vidas. A mayores masas las estrellas, entre las que se cuenta nuestro sol, queman el helio imposibilitando la formación de ese tipo de enanas blancas. Sabemos que la vida de las estrellas es más larga cuanto menos masivas son. Así, si tenemos en cuenta que una estrella de media masa solar vive, aproximadamente, 80 000 millones de años y que la edad del universo es de unos 13 700 millones de años queda claro que dichos objetos no podrían haberse formado aún.
Sin embargo, se han observado enanas blancas de helio en algunos sistemas binarios. Estas se producen por la interacción entre ambas estrellas. Normalmente ocurre que las estrellas no tienen exactamente la misma masa por lo que la más masiva agota antes el hidrógeno y empieza a expandir su envoltura para formar una gigante roja. El problema ocurre cuando la envoltura de hidrógeno llega a engullir a la estrella vecina. Su presencia crea una inestabilidad en la envoltura de la gigante desligando gravitatoriamente al gas circundante. Esto hace que la estrella masiva vaya perdiendo masa continuamente y expandiendo más su atmósfera para compensar las pérdidas. Finalmente, la atmósfera de hidrógeno al completo desaparece quedando un núcleo desnudo de helio. Si dicho núcleo no es capaz de mantener la presión suficiente para fusionar el helio, la estrella morirá prematuramente dejando como remanente a una enana blanca de helio.

### Supernovas termonucleares (tipo Ia)
Un sistema binario entre dos estrellas de masa media baja puede dar lugar, con el tiempo, a uno de los fenómenos naturales más luminosos que existen, las supernovas tipo Ia. Normalmente ambas estrellas tendrán masas similares pero siempre hay una que es un poco más masiva que la otra. Esa pequeña diferencia hace que evolucione bastante antes y se convierta en enana blanca antes que su vecina. Para cuando se haya convertido en un objeto compacto la otra estrella estará ya en fase de gigante roja. Su cubierta extendida de hidrógeno y helio habrá perdido cohesión gravitatoria y, con suerte, se habrá adentrado en el lóbulo de Roche de la enana blanca. Dicho perímetro marca la zona de influencia del campo gravitatorio de una estrella y es de esperar que el de la enana blanca sea mayor que el de la gigante al ser esta última menos masiva. El proceso de acreción se irá acelerando hasta que la masa de la enana supere la masa de Chandrasekhar momento en el cual se producirá la ignición termonuclear completa de toda su masa. La explosión desintegrará a la enana y emitirá un destello lumínico de gran magnitud de orden galáctico. Su compañera si se salva de la explosión dejará de sentir los efectos gravitatorios de la desaparecida enana y saldrá disparada en la dirección en la que se movía en el momento del cataclismo.

### Novas
El caso de las novas es algo parecido al de las supernovas termonucleares, solo que en este caso el material superficial se fusiona de forma explosiva antes de que la enana blanca llegue a superar el límite de Chandrasekhar. En ese caso las reacciones son las de fusión del hidrógeno prensado sobre la superficie y la propia explosión expulsa parte de ese material. Su brillo dura unos pocos días y en ningún caso llega a equipararse con el de una supernova.

## Usos en la astrofísica

Ejemplo de una estrella binaria, donde dos cuerpos con masa similar orbitan alrededor de un centro de masa en órbitas elípticas.

Ejemplo de una estrella binaria, en donde dos cuerpos con una pequeña diferencia de masa orbitan alrededor de un centro de masa.

### Descubrimientos

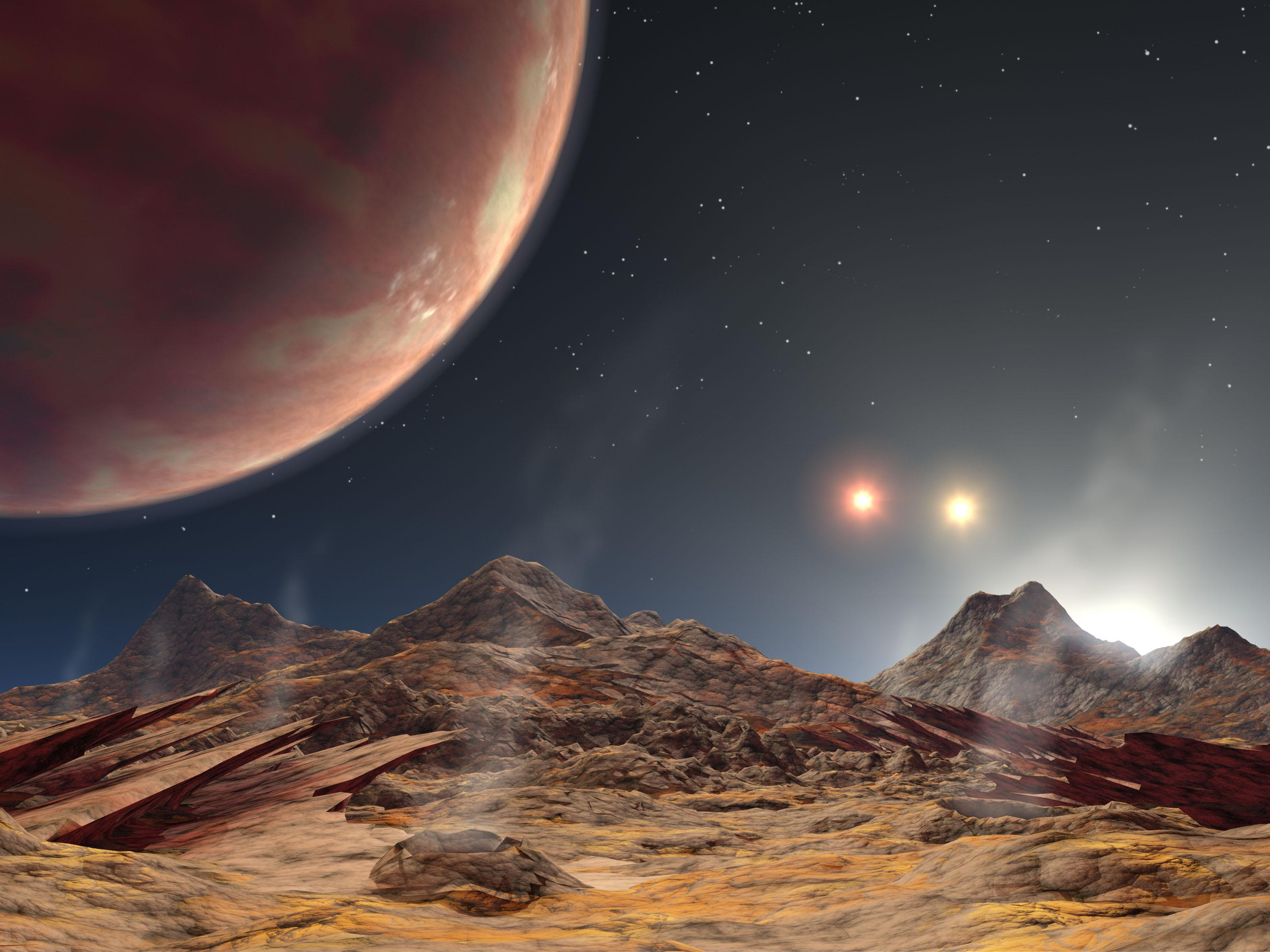
Impresión de un artista acerca de la vista (hipotética) de una luna del planeta HD 188753 Ab (arriba a la izquierda), el cual orbita un sistema de tres estrellas. El compañero más brillante se encuentra abajo en el horizonte.

## Ejemplos de estrellas múltiples

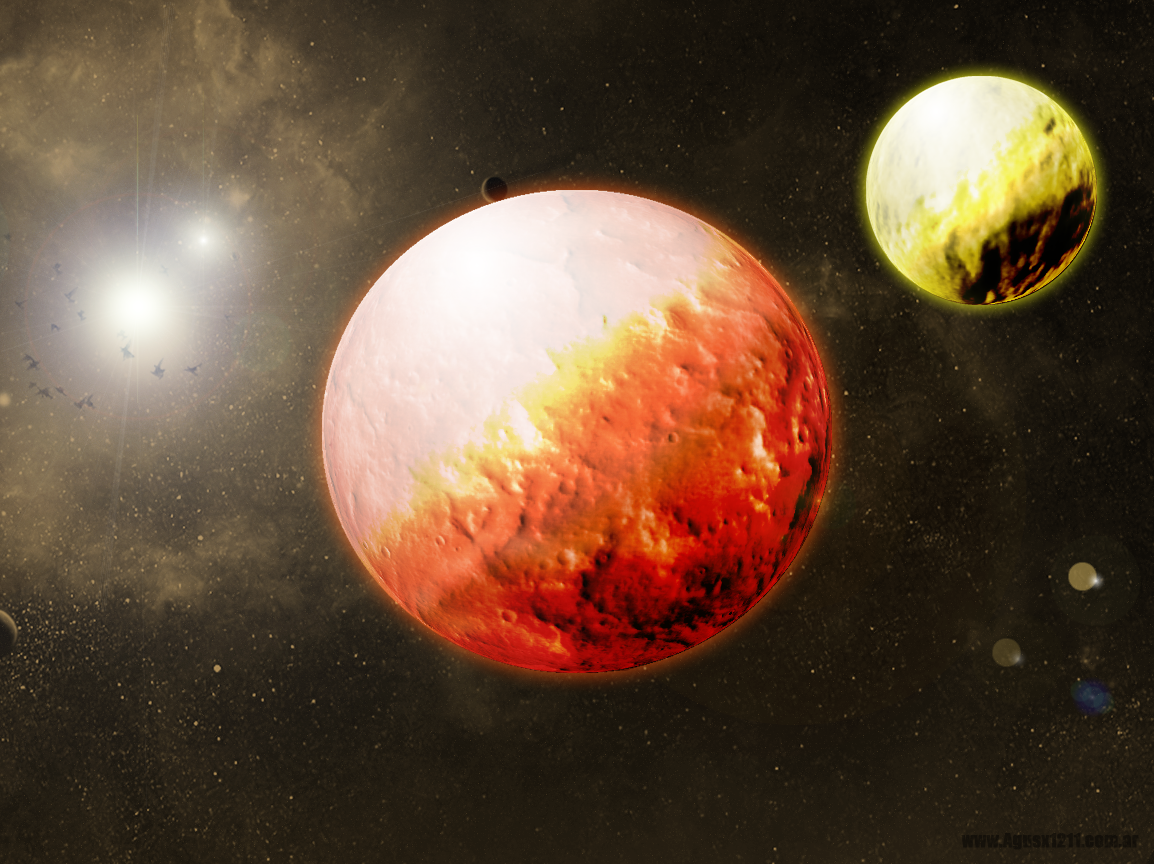
Representación artística de un planeta y su luna en un sistema con estrella binaria.